# Brian Epstein
Brian Samuel Epstein (Liverpool, 19 settembre 1934 – Londra, 27 agosto 1967) è stato un imprenditore inglese.
È noto soprattutto per essere stato il manager dei Beatles. Il suo ruolo nel loro successo iniziale fu determinante e gli portò una fama senza precedenti nel suo campo. Epstein si propose per la gestione del gruppo in un periodo nel quale i Beatles non erano altro che uno dei tanti gruppi beat di Liverpool e stavano già lottando da tempo per ottenere il successo. Benché non avesse avuto altre esperienze come agente, Epstein rivelò un'innata abilità nel presentare e promuovere il quartetto. Morì prematuramente a soli 32 anni a causa di un mix letale di anticonvulsivanti e alcool.

## Biografia

### Infanzia e giovinezza

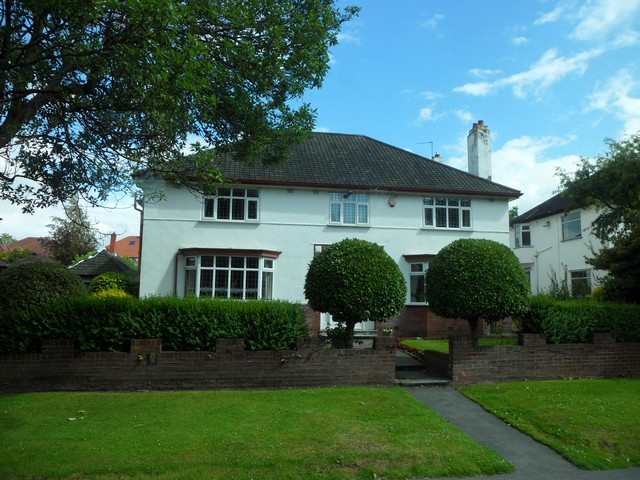
La casa di famiglia degli Epstein, a Liverpool.

Brian Epstein nacque da Malka Hyman e Harry Epstein, entrambi di religione ebraica. La madre, il cui nome yiddish era stato anglicizzato in Queenie, proveniva da una famiglia agiata dell'Inghilterra centrale che possedeva e gestiva una ditta di arredamento. Harry era figlio di Isaac Epstein, un immigrato dalla Polonia che all'inizio del XX secolo aveva aperto a Liverpool una bottega in cui vendeva mobili. Negli anni trenta l'esercizio si era allargato e aveva trasferito il negozio in Walton Road, ampliando l'offerta e inglobando il NEMS (North End Music Store), ditta che, prima dell'avvento di dischi, grammofoni e radio su larga scala, era specializzata nella vendita di spartiti e strumenti musicali.
Brian ebbe una formazione scolastica irregolare, cambiando sette istituti a causa dei risultati deludenti: fra essi il Southport College, il Liverpool College, Beaconsfield e il Wrekin College. Lasciata la scuola a quindici anni, dopo una parentesi come venditore nel negozio di famiglia e dopo il servizio militare con congedo anticipato, studiò alla Royal Academy of Dramatic Art di Londra; abbandonata l'accademia al terzo trimestre, fu mandato da suo padre a lavorare nel nuovo negozio di dischi NEMS a Liverpool e, dopo che un secondo negozio fu aperto al 12-14 di Whitechapel, fu incaricato di gestire il settore musicale. Brian si dimostrò un ottimo venditore, con innate doti di persuasione, un grande fiuto per i successi musicali e attenzione ai bisogni della clientela. Dal 3 agosto 1961 iniziò anche a scrivere regolarmente sulla rivista Mersey Beat.

### Manager dei Beatles

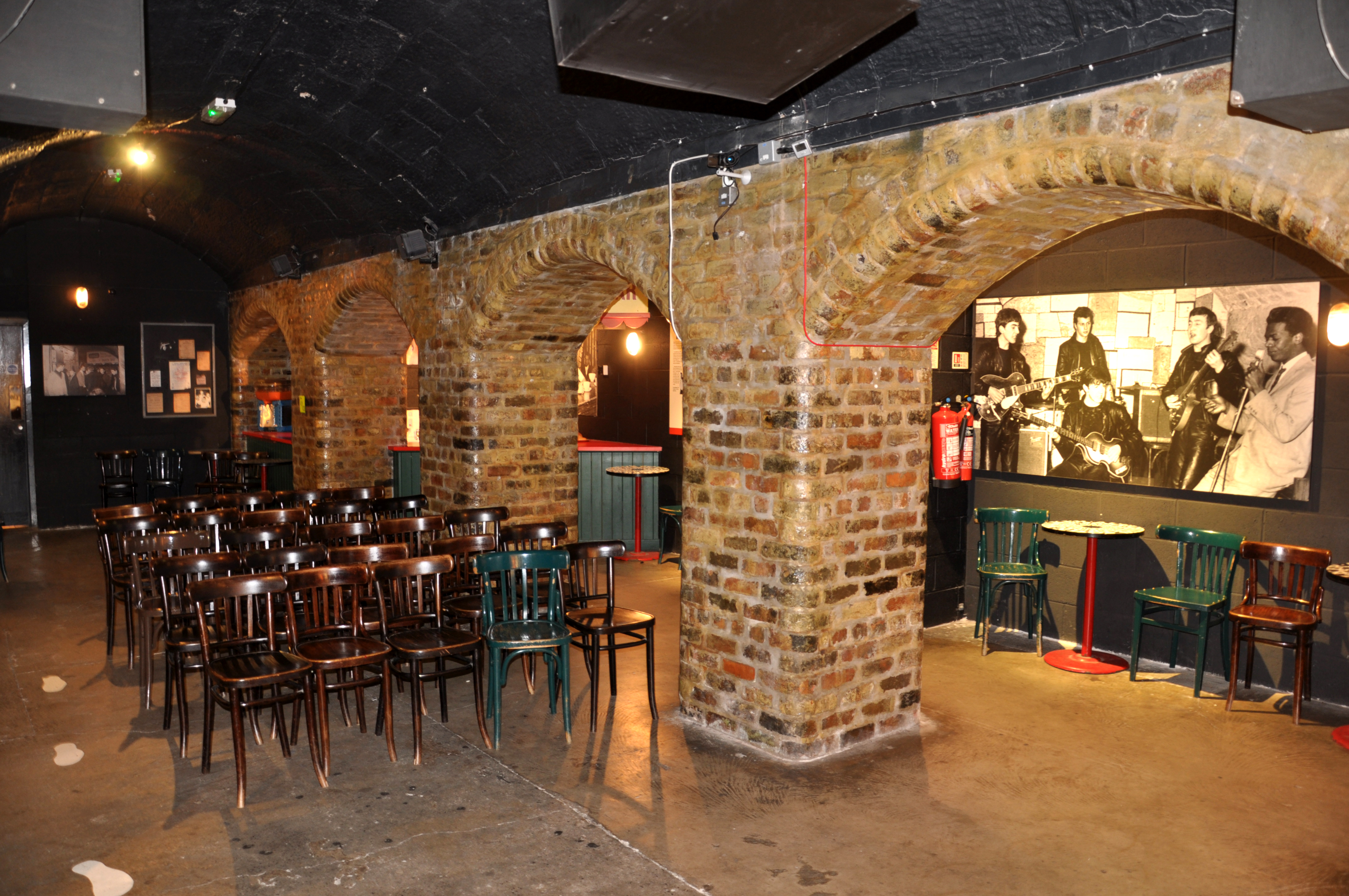
Il Cavern Club, ricostruito nel Beatles Story Museum.

Nell'ottobre 1961, dopo che più di una persona aveva richiesto al suo negozio di dischi il 45 giri che i Beatles avevano inciso in Germania Ovest con Tony Sheridan (sulla cui etichetta originale i quattro figuravano con il nome di Beat Brothers), non riuscendo a procurarselo, Epstein decise di rivolgersi direttamente al gruppo per ottenere informazioni. Assieme al proprio assistente Alistair Taylor andò a vederli in una esibizione al Cavern Club, rimanendo folgorato dalla performance e dal successivo incontro con loro in camerino. «Credo che siano fantastici» commentò uscendo rivolto a Taylor e aggiunse: «Credi che dovrei diventare il loro manager?».
Nel dicembre 1961 i Beatles accettarono di assumere Epstein come loro manager. Il 24 gennaio 1962, i quattro firmarono un contratto di sei anni che li legava a lui. Epstein non lo firmò subito, lasciando ai Beatles la possibilità di svincolarsi eventualmente dagli obblighi previsti. Il contratto tra l'altro non era legalmente valido, poiché Paul McCartney e George Harrison non avevano ancora la maggiore età (all'epoca, 21 anni) necessaria per sottoscriverlo.
Benché senza esperienza pregressa, il manager fu determinante per il successo iniziale dei Beatles. Quando li vide per la prima volta, indossavano blue jeans e giubbotti di pelle e si esibivano in turbolenti concerti rock'n'roll. Epstein li incoraggiò a cambiare stile nel vestire e a rendere le loro esibizioni meno ruvide, e così giacca e cravatta divennero la loro divisa al posto dei giacconi di pelle. Inoltre li convinse a non fumare né a mangiare durante i concerti e a sfoggiare il famoso inchino alla fine dell'esibizione.

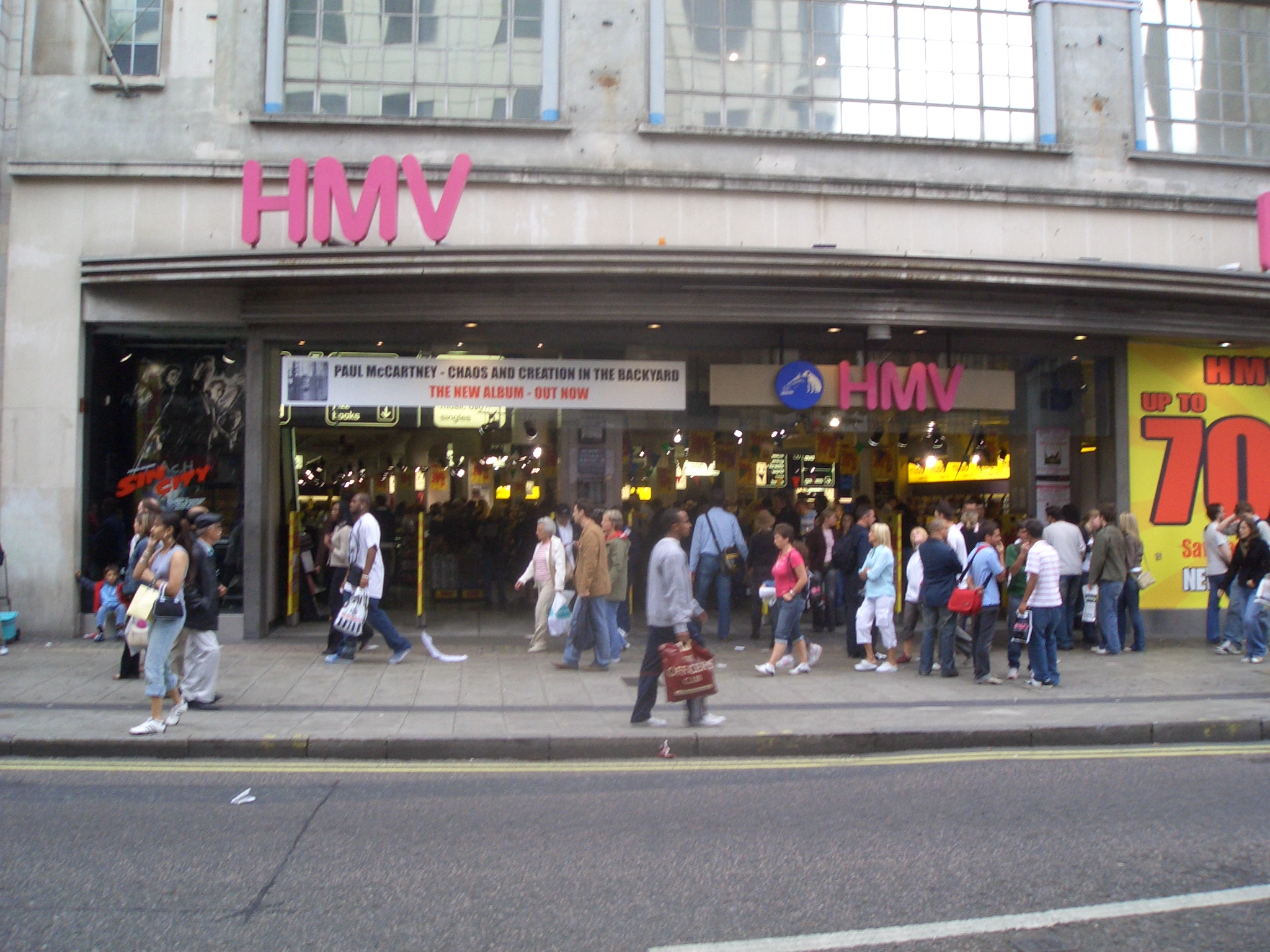
Le vetrine di HMV in Oxford Street

Dopo che i Beatles vennero rifiutati dalle maggiori etichette europee e statunitensi, compresa la Columbia, la Pye Records, la Philips, la Oriole Records e la Decca, Epstein infine riuscì fortunosamente ad agganciare la Parlophone, una piccola casa di produzione legata alla EMI. Si era rivolto alla HMV di Londra per ottenere un acetato da alcuni nastri che contenevano registrazioni dei Beatles. Durante l'operazione, un tecnico dell'HMV, Jim Foy, rimasto impressionato positivamente dal sound dei nastri, mandò Epstein da George Martin, dirigente della Parlophone. Martin accettò di sentire il gruppo di Liverpool e programmò un'audizione il cui risultato giudicò positivo, anche se pose una condizione: Pete Best, considerato non all'altezza degli altri tre, avrebbe dovuto essere sostituito con un altro batterista. In una successiva riunione, anche Paul McCartney e George Harrison convennero con Brian di allontanare Best. Il suo posto fu preso da Ringo Starr e così Epstein – chiamato colloquialmente “Eppy” dai quattro musicisti secondo l'abitudine di Liverpool di abbreviare i nomi – diventò uno dei principali promotori del successo del gruppo trasformandosi da manager di un gruppo di provincia a uno dei più potenti imprenditori del mercato musicale. Professionalmente, oltre a curare i Beatles, Epstein cercò di gestire con successo Gerry & The Pacemakers, Billy J. Kramer & The Dakotas, The Big Three, Rustiks, Tommy Quickly, Paddy, Klaus & Gibson, Cilla Black e molti altri.

### L'evoluzione del rapporto con i Beatles e la crisi personale
Nei successivi anni, il rapporto con la band mutò riflettendo il cambiamento del gruppo. La decisione dei quattro musicisti nel 1966 di cessare le esibizioni live fece temere a Epstein che non avrebbero rinnovato il contratto di management in scadenza nell'ottobre 1967. La cosa era del resto molto probabile, in quanto Epstein era stato sicuramente determinante per il lancio dei Beatles, ma in seguito si era rivelato uno scadente negoziatore e un improvvisato imprenditore. Di fatto, l'unico vero affare lo aveva concluso personalmente proprio con loro, avendo negoziato per se stesso ben il 25 per cento dei loro compensi. Diversamente andarono le cose quando si trovò a gestire gli interessi del gruppo. Si rivelò disastroso sia nella gestione delle tournée (troppe date e con scarsi ritorni economici, i concerti americani furono quasi tutti in perdita) sia in quella dei gadget (per l'utilizzo del nome "Beatles" accettò un esiguo 10 per cento per il gruppo contro il 90 per cento a favore della Stramsact e della consorziata americana Seltaeb, due società che si occupavano del merchandising). Gli stessi Beatles percepivano pochissimo dalla vendita dei loro dischi. Assai poco lungimiranti, inoltre, gli accordi per la costituzione della Northern Songs, cui appartenevano le canzoni di Lennon e McCartney. Tuttavia, l'efficienza e le doti organizzative furono riconosciute e rimpiante appena dopo la sua scomparsa. Nel caos della produzione di Magical Mystery Tour, Neil Aspinall ebbe a dire: «Quando Brian era vivo, non c'era mai da preoccuparsi [...] Bastava chiedere quindici automobili e venti stanze d'albergo e tutto era pronto.». E Alistair Taylor aggiunse: «I Beatles sembravano persi senza Brian».
La crescente ricchezza esaltò i suoi due vizi inveterati. Amava il gioco d'azzardo, ai limiti della dipendenza, e con il tempo divenne anche un forte consumatore di droghe; anche per queste ragioni era costretto a frequenti visite alla Priory, una esclusiva clinica privata per gente facoltosa, nella quale ritrovava temporaneamente il proprio equilibrio psicofisico. La sua esistenza fu inoltre segnata dal suo orientamento sessuale. Infatti, benché l'informazione fosse stata tenuta strettamente riservata prima della sua morte, Epstein era omosessuale. Nei suoi contatti con i Beatles era in particolare attratto dalla rudezza di Lennon, del quale si era innamorato. Nacquero dei pettegolezzi sul fatto che durante una vacanza di quattro giorni in Spagna nel 1963 ci fossero stati dei rapporti sessuali fra i due, fatto che Lennon negò sempre, anche se spesso in modo ambiguo.
Nell'ottobre 1964, dapprima nel Regno Unito e poi negli Stati Uniti d'America, fu pubblicata A Cellarful of Noise, l'autobiografia di Epstein scritta insieme a Derek Taylor, suo assistente quell'anno e successivamente addetto stampa dei Beatles dal 1968 al 1970. Lennon, che era sempre crudelmente sarcastico con Epstein, lo derise affermando che la biografia avrebbe dovuto intitolarsi A Cellarful of Boys ("Una collezione di ragazzi"). L'omosessualità, e soprattutto il tormento di doverla mascherare, furono in larga misura responsabili della sua insicurezza e del suo carattere instabile, fatto di scatti umorali che alternavano reazioni calorose e successivi atteggiamenti gelidi, accessi d'ira incontrollati e repentini pentimenti.
La decisione dei Beatles di produrre la loro musica soltanto in studio evitando esibizioni live, il timore di non avere più un ruolo attivo e utile, la imminente scadenza del contratto e la paura del mancato rinnovo insieme alla preoccupazione di mantenere nascosti i propri orientamenti sessuali, lo fecero cadere in una spirale di depressione e paranoia.

### La morte

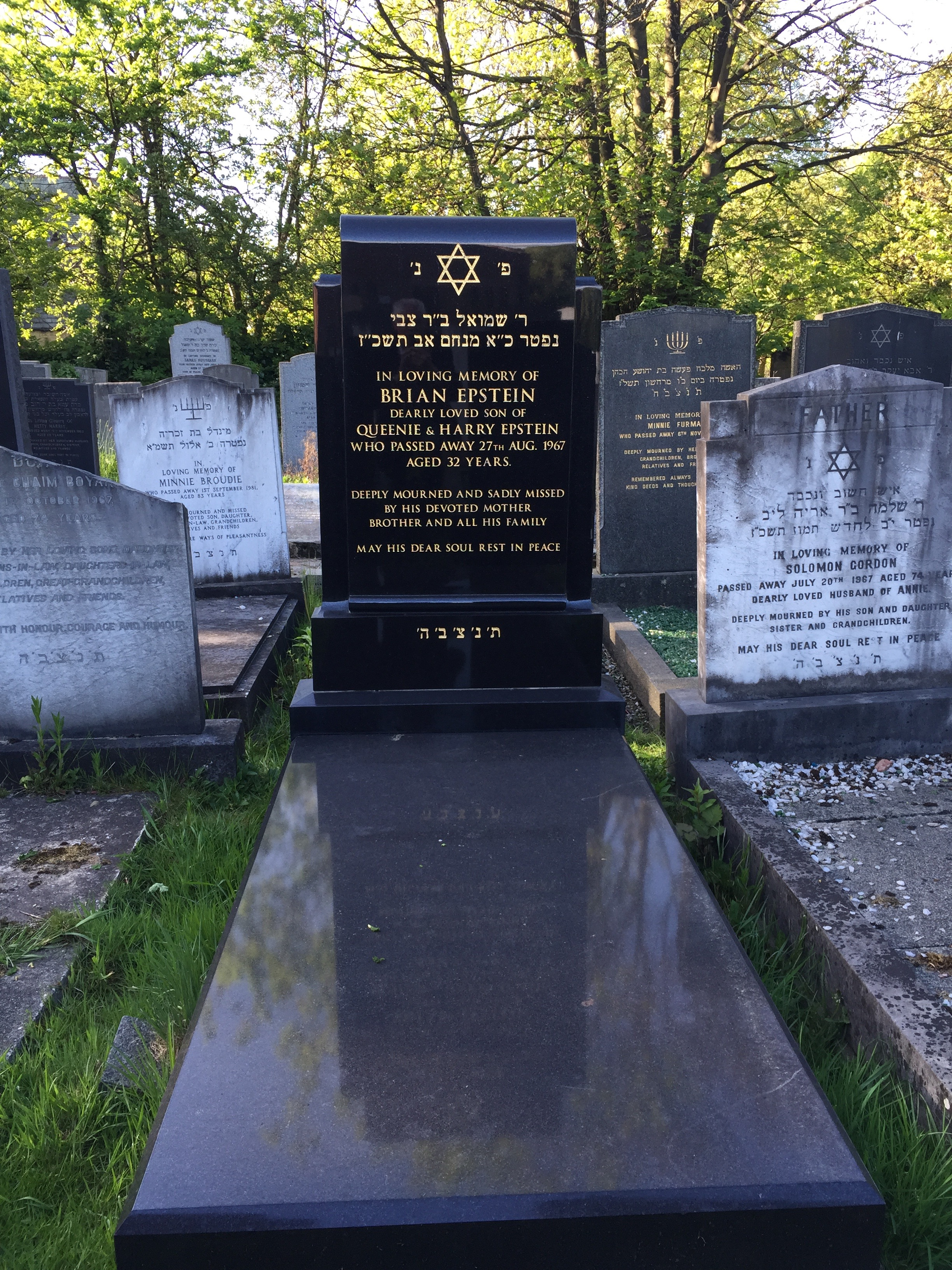
La tomba di Brian Epstein

Consumatore abituale di psicofarmaci, Epstein fu trovato morto nella sua casa londinese al 24 di Chapel Street il 27 agosto 1967, nello stesso weekend in cui i Beatles si trovavano a Bangor, nel Galles, per il primo incontro col guru indiano Maharishi Mahesh Yogi che avrebbero poi visitato l'anno dopo nel suo āśrama in India, con grande eco mediatica.
Non molto tempo prima, il manager aveva tentato per due volte di togliersi la vita, il che alimentò l'ipotesi della morte per suicidio, smentita però dalle condizioni del ritrovamento e dal verdetto del coroner secondo cui il decesso era da considerarsi accidentale, poiché causato da un accumulo di bromuro contenuto nel Carbitral, prescritto a Epstein come sonnifero. Più tardi si diffuse anche la voce sinistra e inquietante che potesse trattarsi di un omicidio "a contratto" conseguito al fallimento della Seltaeb; tuttavia la tesi, basata fra l'altro su misteriose telefonate anticipatrici degli eventi e sul suicidio sospetto di un ex legale della Seltaeb, non venne mai comprovata dalle autorità investigative e giudiziarie.
La salma fu trasferita a Liverpool e due giorni dopo le esequie furono celebrate presso la Greenbank Drive Synagogue; i Beatles furono dissuasi dal prendervi parte onde evitare l'accorrere di una folla incontrollabile. Epstein venne poi trasportato al cimitero ebraico di Long Lane a Liverpool, dove fu sepolto non lontano dal padre ma non al suo fianco, come invece la madre avrebbe voluto; erano presenti solo gli amici più stretti, che fra l'altro rimasero amareggiati dalle parole pronunciate dal rabbino Norman Solomon nell’orazione funebre.